# Ивангород (Кировоградская область)
Ива́нгород (укр. Івангород) — село в Александровской поселковой общине Кропивницкого района Кировоградской области Украины.
До 2020 года входило в Александровский район
Население по переписи 2001 года составляло 979 человек. Телефонный код — 5242. Код КОАТУУ — 3520583001.

## Известные жители и уроженцы
- Гуртовой, Василий Моисеевич (1927—2004) — Герой Социалистического Труда.
- Корнер, Виктор Дмитриевич (Виктор Венедиктович Подкладный) (20 января 1912, с. Ивангород, Херсонская губерния — 12 мая 1984, Ленинград) — советский военный, контр-адмирал, Герой Советского Союза.